# Koolzaadbladhaantje
Het koolzaadbladhaantje (Psylliodes napi) is een keversoort uit de familie bladkevers (Chrysomelidae). De wetenschappelijke naam van de soort werd in 1792 gepubliceerd door Johann Christian Fabricius.